# 胡仙
胡仙，OBE，JP（1931年5月19日—），出生英属印度緬甸仰光（現為緬甸聯邦共和國仰光），祖籍福建省永定縣，是東南亞企業家，前全國政協委員，胡文虎的養女，曾經擁有香港大坑道及新加坡的虎豹别墅及7份報章，當年人稱「報業女王」，是世界中文報業協會會長。曾是亞洲及香港女首富。

## 生平
由於兄長胡好早逝，生於英属印度緬甸仰光的胡仙，便成為胡文虎家族的繼承人。她早年就讀聖士提反女子中學及聖保祿學校。1954年胡文虎病逝，胡仙以23歲之齡接掌星島報業，並在1972年令星島報業在香港上市。胡仙一度擁有7份報章，包括《星島日報》、《星島晚報》、《英文虎報》、《快報》、《天天日報》、《華南經濟新聞》及與大陸合資的《深星時報》。
1972年7月胡仙在香港創立胡文虎基金會；基金會是以非牟利慈善信托基金的形式註冊，所有善款全部來自胡仙個人。後來，胡仙於1989年獲得美國俄亥俄大學E.W.史克普斯新聞學院（E.W. Scripps School of Journalism）卡爾‧範‧安達大獎（Carr Wan Anda Award）。因受1998年亞洲金融風暴影響，她於地產及股票方面的投資嚴重虧蝕，而且惹上官非（後稱「胡仙案」，被律政司和梁愛詩介入）。同年出售《天天日報》，次年再出售《星島日報》予 Lazard Asia，後被何柱國的星島新聞集團接辦。根據律政司前刑事檢控專員江樂士披露「胡仙案」的內情，當年時任律政司長的梁愛詩袒護胡仙而在有足夠證據起訴胡仙的情況下仍然選擇放棄撿控，然而梁愛詩對此否認。
在報業發展以外，胡仙曾是香港聖約翰救傷隊總隊監。